# روجر وليامز (عازف الأرغن)
روجر وليامز (بالإنجليزية: Roger Williams)‏ هو عازف الأرغن بريطاني، ولد في 30 أغسطس 1943.

## وصلات خارجية
- روجر وليامز على موقع ميوزك برينز (الإنجليزية)
- روجر وليامز على موقع أول ميوزيك (الإنجليزية)
- روجر وليامز على موقع ديسكوغز (الإنجليزية)